# (14834) Исаев
(14834) Исаев (лат. Isaev) — типичный астероид главного пояса, открыт 17 сентября 1987 года советским астрономом Людмилой Черных в Крымской астрофизической обсерватории и 21 марта 2008 года назван в честь советского инженера-двигателиста Алексея Исаева.

## Обнаружение и именование
(14834) Исаев
Открыт 17 сентября 1987 года в Крымской астрофизической обсерватории Л. И. Черных.
Алексей Михайлович Исаев (1908—1971) — генеральный конструктор и лауреат многих премий. Участвовал в создании жидкостных двигателей для многих космических кораблей, космических аппаратов и орбитальных станций.
Оригинальный текст (англ.)14834 Isaev
Discovered 1987 Sept. 17 by L. I. Chernykh at the Crimean Astrophysical Observatory.
Aleksej Mikhajlovich Isaev (1908—1971), the general designer and a laureate of many awards, was involved in the construction of liquid-propellant engines for many spacecraft, space apparatus and orbital stations.
Источники: 20080321/MPCPages.arc; M.P.C. 62354.

## Орбита

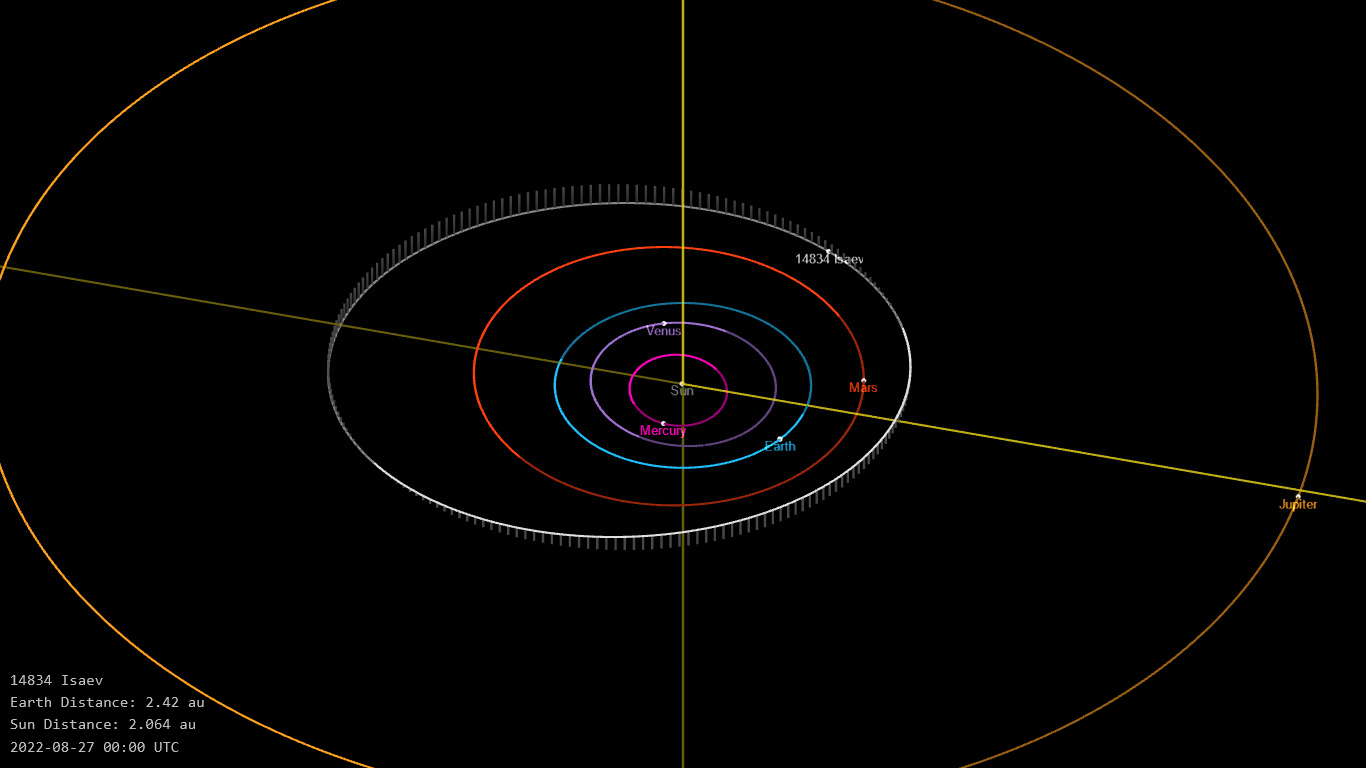
Орбита астероида Исаев и его положение в Солнечной системе

## Физические характеристики
Астероид относится к таксономическому классу S.
По результатам наблюдений системы телескопов панорамного обзора и быстрого реагирования Pan-STARRS, наблюдений системы последнего оповещения о столкновении астероида с Землей ATLAS абсолютная звёздная величина астероида сначала оценивалась равной 15,13±0,37m, позже — 14,99±0,146m и 14,54±0,115m.